# Écarté

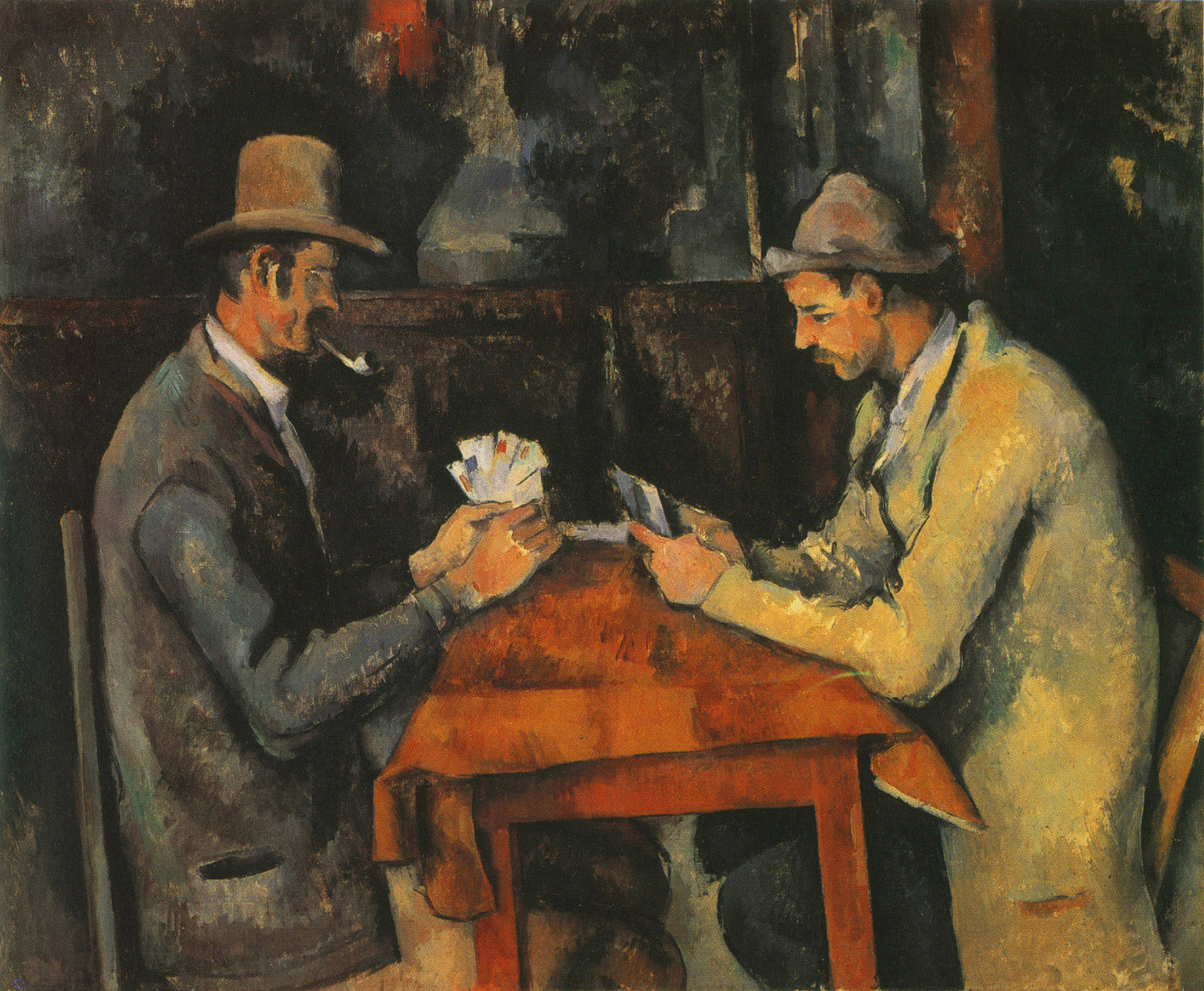
Paul Cézanne: Die Kartenspieler

Écarté oder Ekartee (von französisch écarter „weglegen“), auch Spiel der Kavaliere genannt, ist ein ursprünglich französisches Kartenspiel für zwei Personen.
Das Écarte-Jouette oder Jouettespiel [sic] wurde 1933 als Glücksspiel verboten. Durch kleinere Änderungen der Regeln versuchte man, die Einstufung als Glücksspiel zu umgehen, und so entstanden die Écarté-Varianten namens Casino (nicht zu verwechseln mit Casino, siehe dort), Ramso und Bara (kurz für Bayrisch Rams). In diesen Spielarten blieb Écarté noch bis in die 1950er Jahre in Deutschland verbreitet. In Frankreich kann man auch heute noch in vielen Clubs und Spielbanken Écarté spielen.

## Die Regeln

### Karten
Écarté wird wie Skat mit Pikettkarte, d. h. mit 32 Blatt französischer Spielkarten gespielt. Jeder erhält fünf Blätter, das elfte Blatt wird offen aufgeschlagen und bestimmt die  Trumpffarbe (Atout), die übrigen Blätter werden als Talon verdeckt danebengelegt. Die Reihenfolge der Karten lautet: König, Dame, Bube, Ass(!), Zehn, Neun, Acht, Sieben.

### Partie
Eine Partie ist beendet, sobald ein Spieler fünf Punkte erreicht (anlegt, markiert). Eine Partie besteht aus mehreren Spielen. Vor Beginn der Partie zieht jeder Spieler eine Karte. Wer die höhere Karte zieht, teilt die Karten aus; das Recht zu geben wechselt nach jedem einzelnen Spiel.
Man kann vereinbaren, dass der Gewinn der Partie
- dreifach zählt, wenn der Verlierer keinen Punkt markieren konnte,
- doppelt zählt, wenn der Verlierer einen oder zwei Punkte markieren konnte,
- einfach zählt, wenn der Verlierer drei oder vier Punkte markieren konnte.

Beim Spiel in der Chouette (s. u.) findet diese Regel jedoch keine Anwendung, hierbei zählt der Gewinn einer Partie immer nur einfach.

### Punkte für den Atout-König
Deckt der Geber als 11. Karte einen König auf, so schreibt er augenblicklich einen Punkt. Hat der Geber bereits vier Punkte erreicht und schlägt einen König als Atout auf, so ist die Partie damit zu Ende.
Hat ein Spieler den Atout-König auf der Hand und meldet ihn, bevor er sein erstes Blatt ausspielt, so erhält der Spieler einen Punkt; das heißt, der Geber braucht den Atout-König erst dann zu melden, nachdem Vorhand zum ersten Stich ausgespielt hat; will Vorhand den Atout-König melden, so muss er dies vor dem ersten Ausspiel tun.
Ein Spieler ist nicht verpflichtet, den Atout-König zu melden. Hat ein Spieler bereits vier Punkte erreicht und hält den Atout-König in der Hand, so darf er ihn sofort melden und damit die Partie beenden.

### Punkte für Stiche
Macht ein Spieler drei oder vier  Stiche, so schreibt er einen Punkt, den Point; macht ein Spieler alle fünf Stiche, d. h. die Vole, so schreibt er zwei Punkte.

### Ekartieren

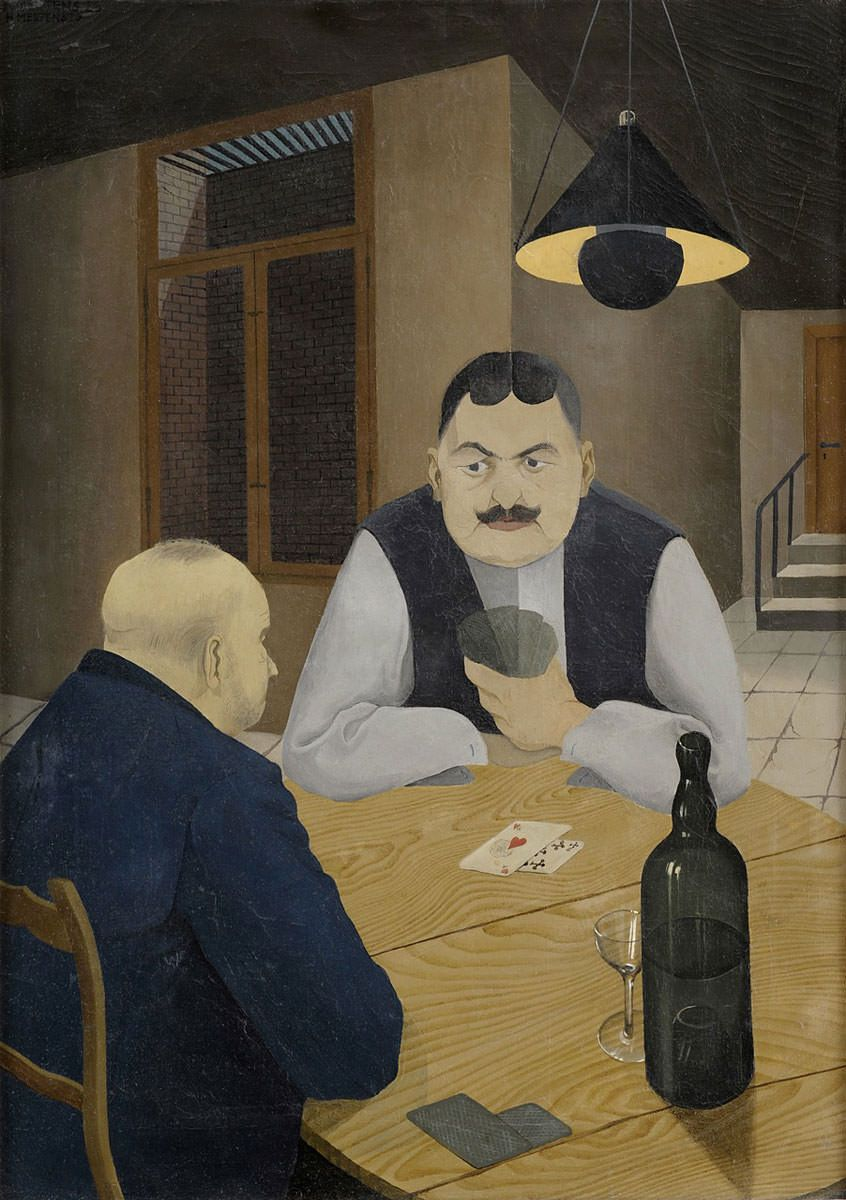
Hans Mertens: „Écartéspieler“, 1926

Glaubt die Vorhand 3 Stiche zu machen, so spielt sie aus; wenn nicht, sagt sie Je propose! „Ich proponiere!“ Der Geber darf dann dies Anerbieten mit Jouez! „Spielen Sie!“ zurückweisen; hat er aber auch schlechte Karten, so fragt er Combien? „Wie viel?“ oder er erwidert J'accepte! „Ich akzeptiere!“ Dann werfen beide ihre schlechten Blätter weg, und der Geber gibt vom Talon neue. Das Weglegen (Ekartieren) kann fortgesetzt werden, bis ein Teil auf „Spielen“ dringt oder der Talon aufgebraucht ist, wobei die aufgeschlagene Atoutkarte nicht verwendet werden darf. Ist der Talon aufgebraucht, so muss Vorhand das Spiel beginnen.
Wer das erstmalige Ekartieren ablehnt, muss 3 Stiche machen, sonst legt der Gegner einen zusätzlichen Punkt an.
- Macht der Geber zumindest drei Stiche, obwohl Vorhand nicht proponiert hat, so erhält der Geber einen zusätzlichen Punkt.
  - Macht Vorhand zumindest drei Stiche, obwohl der Geber seine erste Proposition abgelehnt hat, so schreibt Vorhand einen zusätzlichen Punkt.

Anmerkung: In einem einzelnen Spiel kann ein Spieler somit höchstens vier Punkte erzielen: einen Punkt für den Atout-König, einen für die Mehrheit der Stiche, einen für das Spiel ohne Proposition als Geber bzw. bei abgelehnter Proposition als Vorhand und einen für den Gewinn aller fünf Stiche. Sehr häufig gilt jedoch die Regel, dass in einem einzelnen Spiel höchstens drei Punkte markiert werden dürfen.

### Farb- und Stichzwang
Es herrscht Farb- und Stichzwang, d. h. hat ein Spieler zu einem Stich ausgespielt, so muss der Gegner
- mit einer höheren Karte derselben Farbe stechen. Kann er das nicht, so muss er
- eine niedrigere Karte derselben Farbe zugeben. Ist das nicht möglich, so muss er
- mit einer Trumpfkarte stechen, und falls auch das nicht geschehen kann,
- eine beliebige andere Karte abwerfen.

Ein Verstoß gegen diese Regel (Renonce) wird wie folgt bestraft: Wenn ein Spieler Renonce gemacht hat, müssen alle bereits gespielten Karten in die Hand zurückgenommen werden. Der Spieler, der den Fehler gemacht hat, muss sein Blatt offen auflegen, und das Spiel wird erneut durchgeführt. Der Spieler, der Renonce gemacht hat, darf nur dann einen Punkt markieren, wenn er alle fünf Stiche macht.
Der Spieler, der den Stich gewonnen hat, spielt zum nächsten Stich aus. Es ist üblich, dass ein Spieler, der zu einem Stich ausspielt, die Farbe (nicht aber den Wert) der ausgespielten Karte nennt, spielt jemand z. B. ♥ 7, so sagt er „Herz“.

### Markieren der Punkte
Zum Markieren der Punkte verwendet man je vier (bzw. je fünf) rote und blaue Écarté-Marken in Form von Damesteinen.
Zu Beginn einer Partie legt jeder Spieler seine Marken auf seine rechte Seite; sobald ein Spieler einen Punkt markieren darf, nimmt er eine seiner Marken und legt sie auf seine linke Seite. Da mit dem Erzielen des fünften Punktes die Partie beendet ist, genügen bereits je vier Marken, die jeweils fünfte Marke ist daher nicht notwendig.

### Jeux de règle
Beim Écarté gelten gewisse Blätter, die geeignet sind, drei Stiche zu machen, als sogenannte Jeux de règle (Regelspiele).
Wenn der Nicht-Geber solch ein Blatt in der Hand hat, soll er spielen, ohne zu kaufen. Hat der Geber ein solches Blatt in der Hand, dann soll er die Kauf-Proposition des Nicht-Gebers ablehnen. Als Jeux de règle gelten
a) drei Trümpfe im Blatt
b) zwei Trümpfe mit
- drei Karten der gleichen Farbe
- zwei Karten der gleichen Farbe, wenn eine derselben eine Dame oder ein König ist,
- zwei Karten der gleichen Farbe (mindestens Bube und Ass) und einem Buben in einer anderen Farbe

c) ein Trumpf  mit
- vier Karten der gleichen Farbe, darunter den König
- drei Karten der gleichen Farbe (mindestens Dame) und einem König in einer anderen Farbe,
- zwei Karten der gleichen Farbe und zwei Königen

d) ohne Trumpf, jedoch
- zwei Könige und zwei Karten der gleichen Farbe (Dame),
- vier Figurenkarten, darunter zwei Damen.

## Écarté-Chouette – das Spiel für drei oder mehr Personen
Chouette, früher auch Jouette geschrieben, bezeichnet ganz allgemein eine Methode, wie ein Zweipersonenspiel für drei oder mehr Spieler adaptiert werden kann. Dieses Prinzip findet man u. a. auch beim Backgammon, Piquet und Gin Rummy. Beim Écarté sind folgende Varianten gebräuchlich:

### Spiel mit Bankhalter
Vor Beginn wird durch Ziehen von Karten eine Reihenfolge bestimmt: der Spieler mit der höchsten Karte wird Bankhalter (Alleinspieler, Chouetteur), der Spieler mit der zweithöchsten Karte wird Ponte (vgl. Pointeur), die übrigen Spieler folgen in der Rangfolge ihrer Karten.
Der Bankhalter legt nun seinen Einsatz (das Banco) in die Bank, die anderen Spieler setzen dagegen. Setzen die Gegenspieler mehr als in der Bank liegt, so kann der Bankhalter die Banksumme erhöhen, oder es können Spieler auf Seite des Bankhalters mitsetzen, ansonsten gelten die Einsätze gemäß der Rangfolge der Spieler. Setzen die Gegenspieler weniger als in der Bank enthalten ist, so darf der Bankhalter den überschüssigen Betrag entnehmen (vgl. Baccara Chemin de fer).
Der Ponte spielt nun wie beim Spiel zu zweit gegen den Bankhalter, wobei die übrigen Teilnehmer als Partner des Ponte diesen während der Partie beraten dürfen.
Während beim Spiel zu zweit das Geben nach jedem einzelnen Spiel wechselt, so teilt in einer Chouette mit Bankhalter dieser während der gesamten Partie; Vorhand ist immer der Ponte.
Nach jeder Partie ändert sich die Rangfolge der Spieler:
- Gewinnt der Ponte, so wird er neuer Bankhalter, der verlierende Bankhalter wird an das Ende der Liste gereiht, der höchstrangige Berater des Ponte wird Ponte in der nächsten Partie; die übrigen Teilnehmer rücken entsprechend auf.

- Gewinnt der Bankhalter, so darf er weiter die Bank halten – er darf aber dann kein Kapital daraus entnehmen – der verlierende Ponte wird an das Ende der Liste gereiht, der höchstrangige Berater des Ponte wird Ponte in der nächsten Partie; die übrigen Teilnehmer rücken entsprechend auf.

- Möchte der Bankhalter nach einer gewonnenen Partie seinen Gewinn entnehmen, so muss er die Bank abgeben. Die neue Reihenfolge ist dann wie folgt: der ranghöchste Spieler nach dem bisherigen Ponte wird Bankhalter, der nächstfolgende Spieler wird Ponte, die übrigen Spieler rücken auf, der geschlagene Ponte rückt an die vorletzte Stelle und der abgebende Bankhalter an die letzte.

### Spiel ohne Bankhalter
Nach Feststellung der anfänglichen Reihenfolge (vgl. oben) treffen in der ersten Partie die beiden Teilnehmer mit den höchsten Karten aufeinander, nach jeder folgenden Partie bleibt der Gewinner an seinem Platz, während der Verlierer seinen Platz dem nächsten Spieler auf der Warteliste überlässt und sich selbst am Ende der Liste einreiht.
Beim Spiel ohne Bankhalter sind jedoch die beiden Spieler, die das eigentliche Spiel gegeneinander bestreiten, gleichberechtigt. Das bedeutet insbesondere, dass das Teilen nach jedem einzelnen Spiel wechselt.
Ebenso können die nicht aktiv am Spiel teilnehmenden Spieler bei dieser Variante nach Belieben auf Sieg des einen oder anderen Spielers setzen; Voraussetzung ist lediglich, dass die Summe der Einsätze auf jeden der beiden Spieler gleich hoch ist. Sollten die beiden sogenannten Tableaux nicht ausgeglichen sein, so gelten die Einsätze entsprechend der Rangfolge der Spieler auf der Warteliste.

### Pool Écarté
Pool Écarté ist eine weitere Spielart für genau drei Personen. Zu Beginn zahlt jeder der drei Spieler den vereinbarten Einsatz in einen Pool, sodann zieht jeder eine Karte. Die beiden Spieler mit den hohen Karten spielen eine Partie – ganz genau so wie beim Spiel zu zweit: Der Spieler mit der höchsten Karte ist Teiler im ersten Spiel, der Spieler mit der zweithöchsten Karte ist Vorhand. Der Spieler, der die niedrigste Karte gezogen hat, setzt während der ersten Partie aus.
Nach jeder Partie wird gewechselt: Der Gewinner bleibt an den Karten, der Verlierer setzt aus – entsprechend den Regeln des Turf- und des Portland Clubs muss der Verlierer außerdem einen weiteren Einsatz in den Pool einzahlen – und der zuletzt aussetzende Spieler tritt ein. Die Gewinner der letzten Partie und der neu eintretende Spieler ziehen Karten, um den Teiler zu bestimmen, und beginnen ihre Partie.
Auf diese Weise wird solange gespielt, bis es einem Spieler gelingt zwei Partien in Folge zu gewinnen, dieser Spieler gewinnt den Pool, und ein neuer Pool beginnt.
Das Reglement der beiden erwähnten Clubs gibt auch folgende Variante an: Vor Beginn der ersten Partie zahlen nur diese beiden Spieler, die eben in der ersten Partie aufeinandertreffen, einen Einsatz in den Pool. Im weiteren Verlauf muss immer nur der neu eintretende Spieler einen Einsatz in den Pool zahlen; der Verlierer zahlt nichts.